# Rettungssanitäter

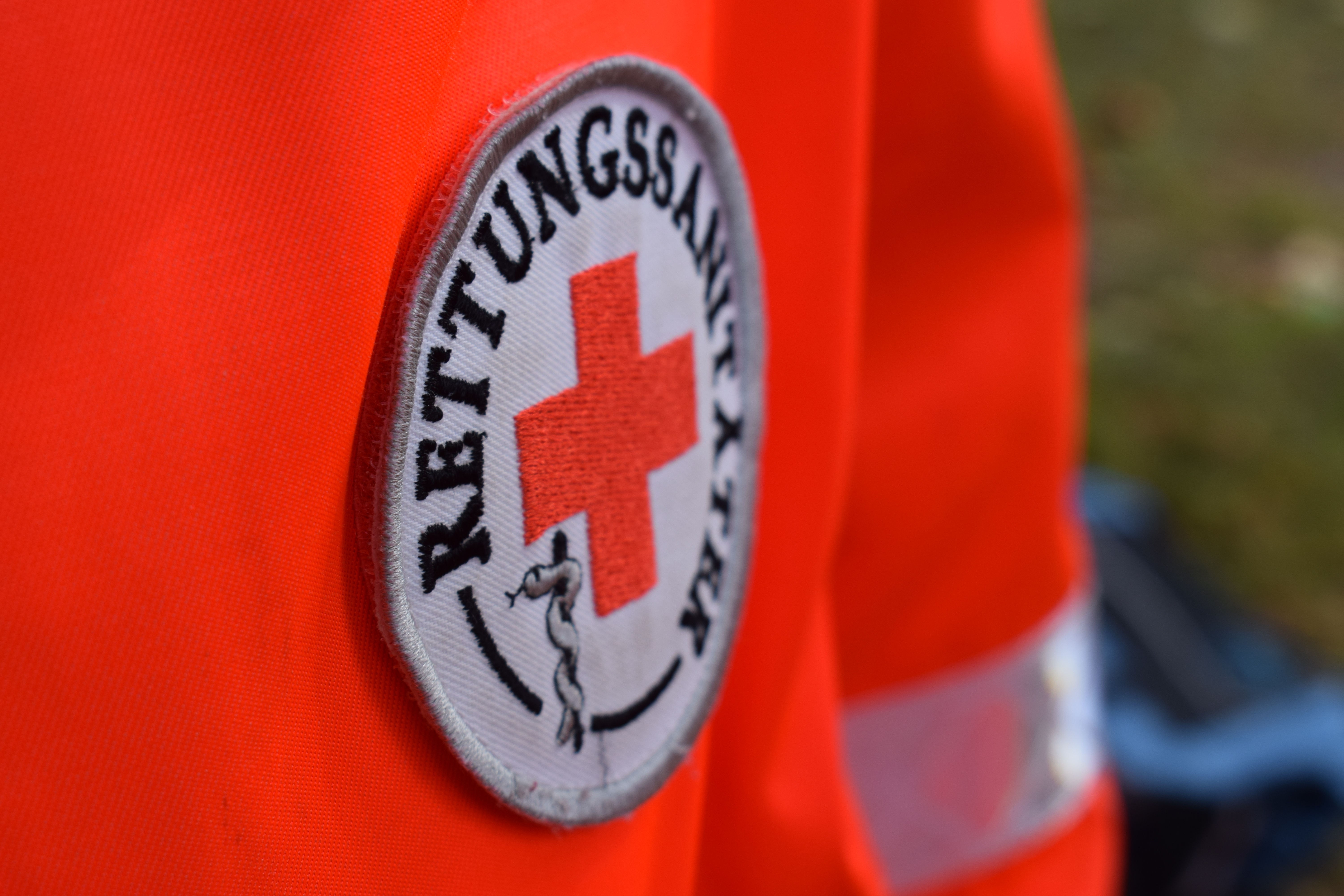
Aufnäher für Rettungssanitäter des DRK

Rettungssanitäter (in Deutschland abgekürzt RettSan bzw. RS) sind für den Rettungsdienst und Krankentransport ausgebildete Personen. In der Ausbildung werden die Grundlagen der Notfallmedizin und Techniken der Rettung schwer verletzter oder erkrankter Personen erlernt.
Die Ausbildung zum Rettungssanitäter ist in Deutschland, Österreich und der Schweiz unterschiedlich definiert.
Der Volksmund nennt häufig jegliches nichtärztliches Rettungsfachpersonal Rettungssanitäter. Bei einer Nutzung in diesem Sinn ist der Ausdruck – genau wie die noch allgemeinere Bezeichnung „Sanitäter“ – nicht verknüpft mit der tatsächlichen Qualifikation des Helfers.

## Rettungssanitäter in Deutschland

### Ausbildung
Die Ausbildung richtet sich nach den „Grundsätze[n] zur Ausbildung des Personals im Rettungsdienst“ des Bund-Länderausschusses „Rettungswesen“ vom 20. September 1977, ist in den meisten Bundesländern gesetzlich geregelt, nicht jedoch durch ein Bundesgesetz.
Sie umfasst mindestens 520 Stunden und gliedert sich in vier Teile, die in den meisten Bundesländern folgendermaßen gegliedert sind:
- Zuerst werden mindestens 160 Stunden theoretische Grundlagen (der Lehrgang wird in manchen Bundesländern auch als „Rettungs(dienst)helfer“-Kurs bezeichnet) gelernt. Die behandelten Inhalte umfassen Basiswissen zur Anatomie und Physiologie, allgemeine Inhalte und Maßnahmen der Notfallmedizin (Reanimation, Atemwegsmanagement, Grundlagen der Medikamentengabe etc.), spezielle Notfallkenntnisse zu wichtigen Fachgebieten (Innere Medizin, Chirurgie, Neurologie, Psychiatrie, Pädiatrie etc.), weitere Themen zur Struktur des Rettungsdienstes sowie rechtliche und technische Inhalte. Praktische Übungen der Notfalltechniken sind ebenfalls ein integraler Bestandteil der Ausbildung.
- Weitere 160 Stunden entfallen auf ein klinisches Praktikum in den Bereichen Notaufnahme, Intensivstation und Anästhesie, in denen weitere medizinische Maßnahmen wie Vorbereiten einer Infusion, Assistenz bei der Intubation, Umgang mit Medikamenten, Patientenüberwachung, (klinische) Patientendokumentation etc. vermittelt werden.
- Ebenso erfolgt ein 160-stündiges Praktikum auf einer Rettungswache, meist einer anerkannten Lehrrettungswache mit vorgeschriebenen Praktikantenschichten und der dazugehörigen Dokumentation auf Krankentransportwagen (KTW), Rettungswagen (RTW) oder Notarzteinsatzfahrzeugen (NEF).
- Als letzter Teil der Ausbildung folgt ein Abschlusslehrgang im Umfang von mindestens 40 Stunden mit abschließender Prüfung mit schriftlichen, mündlichen und praktischen Teilen.[3]

Von der oben genannten Aufteilung weichen folgende Bundesländer ab:
- Baden-Württemberg: Die Ausbildung wurde im Frühjahr 2019 folgendermaßen überarbeitet: Das  Klinikpraktikum ist auf 80 Stunden halbiert und der Abschlusslehrgang auf 120 Stunden verlängert worden.[4]
- Rheinland-Pfalz: Seit dem 1. Juni 2020 gilt eine neue Verordnung: Die Dauer des theoretischen Blocks zu Beginn der Ausbildung wird um 80 Stunden auf 240 Stunden erhöht, während die Dauer des Klinikpraktikums um 80 Stunden auf 80 Stunden reduziert wird. Es gelten Übergangsvorschriften für bereits begonnene Ausbildungen.[5]
- Nordrhein-Westfalen: Ab dem 25. April 2022 gilt: 240 Ausbildungsstunden à 45 Minuten (180 Zeitstunden) theoretische Ausbildung an einer anerkannten Rettungsdienstschule, 80 Zeitstunden Klinikpraktikum, 160 Zeitstunden Lehrrettungswachenpraktikum, gefolgt von der „Abschlusswoche“ mit 40 Ausbildungsstunden (30 Zeitstunden). Anschließend an die folgt die Prüfung. Ausbildungen die vor zum 31. Dezember 2022 begonnen wurden dürfen nach der vorherigen  Ausbildungs- und Prüfungsverordnung für Rettungssanitäterinnen und Rettungssanitäter sowie Rettungshelferinnen und Rettungshelfer (RettAPrVO NRW) bis zum 31. Dezember 2025 beendet werden.

Ausbildungsziel: Allgemein soll die Ausbildung dazu befähigen, in der Notfallrettung als Fahrer eines Rettungswagens eingesetzt zu werden (Erwerb der dafür zunehmend erforderlichen Fahrerlaubnis der Klasse C1 ist nicht Bestandteil der Ausbildung) und dem höherqualifizierten Notfallsanitäter oder Rettungsassistenten bei der Versorgung von Notfallpatienten zu assistieren (zum Beispiel Vorbereitung und Assistenz bei der Intubation, Ableiten eines EKGs, Blutdruck und Blutzuckermessung, Vorbereiten von Medikamenten und Infusionen), bis zum Eintreffen eines Notfallsanitäters, Rettungsassistenten oder Notarztes selbst lebensrettende Maßnahmen durchzuführen (zum Beispiel Freimachen und Freihalten der Atemwege, Reanimation einschließlich Defibrillation mit halbautomatischen Defibrillatoren, Lagerung, Sauerstoffgabe, Stillen bedrohlicher Blutungen) und Patienten, die keine Notfallpatienten sind, aber dennoch einer Betreuung bedürfen, im qualifizierten Krankentransport eigenständig zu betreuen. In manchen Bundesländern können Rettungssanitäter gemäß dem Landesrettungsdienstgesetz auch noch als Fahrer von Notarzteinsatzfahrzeugen eingesetzt werden, teilweise jedoch nur Rettungssanitäter, die über eine gewisse Berufserfahrung auf dem Rettungswagen verfügen.
Rettungssanitäter werden von Hilfsorganisationen und an privaten Rettungsdienstschulen ausgebildet. In Nordrhein-Westfalen besteht die Möglichkeit, einen verkürzten RS-Lehrgang zu besuchen, der auf dem „Rettungshelfer NRW“ aufbaut. Kosten: die Lehrgänge sind oftmals kostenpflichtig, für die Gesamtausbildung ist mit Kosten von circa 1500 bis 2000 Euro zu rechnen. Teilweise bekommen Absolventen eines freiwilligen sozialen Jahres (FSJ) die Ausbildung zum Rettungssanitäter finanziert und sind im Gegenzug für die restliche FSJ Zeit (Gesamtdauer 12 Monate) gegen ein Taschengeld für die Hilfsorganisation im Rettungsdienst tätig. Seltener bekommen ehrenamtliche Helfer die Ausbildung finanziert, meist durchlaufen diese aber eine organisationsintern geregelte und deutlich kürzere Qualifizierung.
Einen gänzlich neuen Weg ist im Jahr 2011 das Hessische Sozialministerium mit der Genehmigung eines innovativen Landesmodellprojektes an einer gymnasialen Oberstufenschule in Rodgau, Kreis Offenbach, gegangen, das 2013 vom Bundesinnenministerium mit der Verleihung des Bundespreises „Helfende Hand“ ausgezeichnet wurde. Basierend auf einem Kooperationsverbund zwischen dem Eigenbetrieb Rettungsdienst des Kreises Offenbach, der DRK-Rettungsdienst Offenbach gGmbH, der Johanniter Unfallhilfe Rodgau und der Freiwilligen Feuerwehr Rodgau werden hier schuljahrsbegleitend und verordnungskonform Schüler der Claus-von-Stauffenberg-Schule, einer gymnasialen Oberstufenschule, fächer- und jahrgangsübergreifend nach dem erfolgreichen Absolvieren des Grundlehrgangs der Freiwilligen Feuerwehren und des Feuerwehrsanitäter-Lehrgangs zu Rettungssanitäterinnen und -sanitätern gemäß APORettsan vom 5. Mai 2011 unter Aufsicht des Regierungspräsidiums Darmstadt ausgebildet.
Eine auf dem Rettungssanitäter aufbauende Weiterbildung zum Rettungsassistent war bis 31. Dezember 2014 nach § 8 (2) Rettungsassistentengesetz (RettAssG) und der Übergangsregelung im Notfallsanitätergesetz (NotSanG) möglich.
Im militärischen Bereich ist die äquivalente fachliche Ausbildung die zum Einsatzsanitäter, welche nicht mit der gleichnamigen, aber wesensfremden Qualifikation im zivilen Bereich zu verwechseln ist. Die Bundeswehr erkennt die Ausbildung zum Rettungssanitäter, welche auch die Basis für die Ausbildung zum Einsatzsanitäter darstellt, unter der ATN 1001369 (Rettungssanitäter) an.

### Tätigkeitsbereiche
Rettungssanitäter kommen in Deutschland im Rettungsdienst zum Einsatz, beim qualifizierten Krankentransport als Transportführer auf einem Krankentransportwagen und in der Notfallrettung als Teil der Besatzung eines Rettungswagens, Notarztwagens oder Notarzteinsatzfahrzeuges. Bei Letzterer gehört es zu ihren Aufgaben, die Versorgung des Patienten einzuleiten und Notarzt sowie Notfallsanitäter (bzw. Rettungsassistent) bei der Wiederherstellung bzw. Aufrechterhaltung lebenswichtiger Körperfunktionen und der Herstellung der Transportfähigkeit des Patienten zu unterstützen.

#### Bundeswehr
Im Bereich der Bundeswehr wird der Rettungssanitäter als Einsatzsanitäter bezeichnet. Die Einsatzsanitäter arbeiten unter anderem in den Notaufnahmen der militärischen Rettungszentren, unterstützen die Ärzte sowie Notfallsanitäter und warten die medizinische Ausrüstung.
In der Regel erwerben die Auszubildenden ebenfalls notwendige Fahrerlaubnisse zum Führen entsprechender geschützter Rettungsfahrzeuge. Die Einsatzsanitäter arbeiten unter anderem in den Notaufnahmen der militärischen Rettungszentren, unterstützen die Ärzte sowie Notfallsanitäter und warten die medizinische Ausrüstung. Ergänzend zur Ausbildung als Rettungssanitäter durchlaufen Einsatzsanitäter die Ausbildung taktischer Verwundetenversorgung (TVV), um auf dem Gefechtsfeld eingesetzt werden zu können. Dies geschieht in der sogenannten „grünen Woche“, in der die militärischen Rettungs- und Bergungstechniken gelernt und jährlich praktisch geübt werden.
Seit 2025 werden die Einsatzsanitäter im Rahmen der Erstausbildung Tactical Combat Casualty Care als Combat Medic zertifiziert. Bereits ausgebildete Einsatzsanitäter werden im Rahmen von Weiterbildungen durch die Ausbildungs- und Simulationszentren zertifiziert.

### Fortbildung
Je nach Regelung der einzelnen Bundesländer, des Unternehmens oder der Hilfsorganisation muss ein Rettungssanitäter jährlich mindestens 30 Zeitstunden Fortbildung im Rettungsdienst nachweisen, damit er weiterhin im Rettungsdienst bzw. Krankentransport eingesetzt werden darf.

### Abgrenzung zum Notfallsanitäter/Rettungsassistenten
Der Notfallsanitäter zählt zum Rettungsfachpersonal und ist die höchste nichtärztliche Qualifikation im Rettungsdienst. Seit dem 1. Januar 2014 löst er den Rettungsassistenten als Berufsbild ab.
Der Rettungssanitäter ist kein anerkannter Ausbildungsberuf, sein Abschluss ist ein Zeugnis 'Rettungssanitäter', das schon im Rahmen eines 520-stündigen Lehrgangs (13 Wochen bei einer 40-Stunden-Woche) erlangt werden kann. Damit handelt es sich auch steuerrechtlich nicht um eine Berufsausbildung im Sinne von § 9 Abs. 6 Satz 2 EStG. Jedoch hat der Bundesfinanzhof (BFH) in einem Urteil vom 27. Oktober 2011 (VI R 52/10) eine wichtige Entscheidung getroffen, die die Anerkennung der Ausbildung zum Rettungssanitäter als erstmalige Berufsausbildung bestätigt. Für den Notfallsanitäter muss eine Ausbildung von drei Jahren in Vollzeitform oder höchstens fünf Jahre in Teilzeitform absolviert werden, sein Abschluss ist ein Beruf. Für den Rettungsassistenten war eine Ausbildungsdauer von zwei Jahren bestehend aus 1.200 Stunden Fachlehrgang an einer staatlich anerkannten Rettungsassistentenschule und in einem geeigneten Krankenhaus mit staatlicher Prüfung und eine praktische Ausbildung an einer anerkannten Lehrrettungswache im Umfang von 1.600 Stunden erforderlich. Unter anderem für Rettungssanitäter bestand die Möglichkeit einer verkürzten Ausbildung zum Rettungsassistenten.

## Rettungssanitäter in Österreich

### Ausbildung
Die Ausbildung zum Rettungssanitäter umfasst 260 Stunden und gliedert sich in zwei Teile, die theoretische Ausbildung im Ausmaß von 100 Stunden sowie ein 160-stündiges Rettungsdienstpraktikum. Ein Klinikpraktikum ist nicht vorgesehen. Die Ausbildung endet mit einer theoretischen und praktischen Prüfung vor einer Prüfungskommission. Hauptamtliche Rettungssanitäter müssen aus arbeitsrechtlichen Gründen zusätzlich ein Berufsmodul im Ausmaß von 40 Stunden absolvieren, das sich mit vertiefender Rechtslehre und der Organisation des österreichischen Gesundheitswesens befasst.
Rettungssanitäter werden üblicherweise von der Berufsrettung Wien, den Hilfsorganisationen (Rotes Kreuz, Samariterbund, Johanniter, Malteser, Grünes Kreuz etc.) bzw. vom Bundesheer im Rahmen des Grundwehrdienstes ausgebildet. Private Rettungsdienstschulen wie in Deutschland gibt es nicht.
Sanitätsdienstliche Ausbildungen (Rettungssanitäter, Notfallsanitäter) sind in Österreich erst seit 2002 durch das Sanitätergesetz, ein Bundesgesetz, gesetzlich geregelt und staatlich anerkannt. Eine automatische Anerkennung ausländischer Ausbildungsschienen bestehen in Österreich nicht. Um Anerkennung zu erlangen, ist eine Nostrifizierung des Bundesministeriums für Gesundheit und Frauen erforderlich.

### Tätigkeitsbereiche
Rettungssanitäter sind in Österreich im qualifizierten Krankentransport und im Rettungsdienst tätig. Ihre Aufgaben ist die Betreuung von Patienten während des Transportes, Hilfestellung in Akutsituationen und bei Bedarf die Durchführung lebensrettender Sofortmaßnahmen.
Die besser ausgebildeten Notfallsanitäter kommen oft in Zusammenarbeit mit einem Notarzt am Notarzteinsatzfahrzeug, Notarztwagen oder Notarzthubschrauber zum Einsatz. Die Ausbildung setzt den Rettungssanitäter voraus und dauert insgesamt 480 Stunden; sie besteht aus 160 Stunden theoretischem Unterricht, einem Praktikum von 40 Stunden in einer Krankenanstalt, einem weiteren Praktikum im Notarztsystem in der Dauer von 280 Stunden (davon können jedoch bis zu 120 Stunden ebenfalls in einer Krankenanstalt abgeleistet werden) sowie einer Abschlussprüfung.

### Fortbildung
Die Tätigkeitsberechtigung des Rettungssanitäters ist auf zwei Jahre befristet und ruht, falls in diesem Zeitraum nicht Fortbildungen im Ausmaß von mindestens 16 Stunden besucht wurden (§ 50. (1) SanG) und die Kenntnisse der Herz-Lungen-Wiederbelebung einschließlich der Defibrillation durch einen qualifizierten Arzt überprüft wurden (§ 51. (1) SanG). (§ 26 SanG)
Die Berechtigung lebt wieder auf, wenn der Verpflichtung zur Fortbildung (§ 50) im fehlenden Ausmaß nachträglich nachweislich nachgekommen wird und die Kenntnisse der Herz-Lungen-Wiederbelebung einschließlich der Defibrillation (§ 51 Abs. 1) durch einen qualifizierten Arzt überprüft wurden. (§ 26 SanG)
Die Berechtigung zur Ausübung des Berufs bzw. von Tätigkeiten des Sanitäters erlischt, wenn das Gesamtausmaß der nachzuholenden Fortbildungsstunden (§ 50 SanG) die Dauer von 100 Stunden übersteigt. (§ 26 SanG)

## Rettungssanitäter in der Schweiz

### Ausbildung
Ein noch relativ junges Berufsbild ist der diplomierte Rettungssanitäter. Diese vom SRK anerkannte Ausbildung dauert drei Jahre und kann bei bestehender medizinischer Ausbildung, z. B. als dipl. Pflegefachperson HF oder Transportsanitäter FA, um ein Jahr verkürzt werden. Der diplomierte Rettungssanitäter gewährleistet selbständig oder in Zusammenarbeit mit anderen Fachleuten (z. B. Notarzt) die präklinische Patientenversorgung. Die Ausbildung ist in etwa mit dem deutschen Notfallsanitäter vergleichbar.
Seit 2005 schließen die neuen Diplomanden mit Dipl. Rettungssanitäter HF ab. HF steht für „höhere Fachschule“. Seit der Berufsbildungsreform durch das Bundesamt für Berufsbildung und Technologie ist der Beruf eine tertiäre Ausbildung.
Zur Ausbildung zugelassen werden also nur Kandidaten mit einer abgeschlossenen Matura, Fachmittelschule oder Lehre mit EFZ-Abschluss.

### Kompetenzen
Die Kompetenzen werden vom ärztlichen Leiter des Rettungsdienstes festgelegt und sind mit denen im restlichen deutschsprachigem Raum nicht zu vergleichen. In den meisten Rettungsdiensten darf der dipl. Rettungssanitäter reflexlose Patienten mit einem Larynxtubus intubieren und Analgesie mit Ketamin oder Opiaten wie z. B. Fentanyl, Morphin und Pethidin selbständig durchführen. Diese Kompetenzen können z. B. durch interne Prüfungen überwacht werden. Jeder Rettungsdienst hat für seinen Betrieb Regelungen getroffen, für ein Mitausrücken oder Nachfordern eines Notarztes oder weiteren Fachpersonen (z. B. einer Hebamme).

## Übergreifende rechtliche Regelungen
Nach einer Entscheidung des Europäischen Gerichtshofs (EuGH) in Luxemburg vom 4. Oktober 2004 dürfen auch Rettungssanitäter, die bei einem Rettungsdienst tätig sind, grundsätzlich nicht länger als 48 Stunden wöchentlich arbeiten. Diese Obergrenze gilt einschließlich des Bereitschaftsdienstes.

### Ausbildungsliteratur (Auswahl)
- Luxem, Kühn, Runggaldier (Hrsg.): Rettungsdienst RS/RH. 3. Auflage. Elsevier, Urban und Fischer, München. 2013, ISBN 3-437-48042-1.
- Markus Böbel, Hans-Peter Hündorf, Roland Lipp (Hrsg.): LPN-San: Lehrbuch für Rettungssanitäter, Betriebssanitäter und Rettungshelfer. 3. Auflage. Stumpf & Kossendey, 2012, ISBN 978-3-938179-97-0.
- Jürgen Bause, Hilmar. Herbst: Der Rettungssanitäter. Ein Leitfaden. Hippokrates, Stuttgart 1978; 2. Auflage. ebenda 1981, ISBN 3-7773-0549-9. Neu unter dem Titel Handbuch Rettungssanitäter. Rettungsassistent. Ein Leitfaden für Ausbildung und Praxis. 5., überarbeitete und erweiterte Auflage. Hippokrates-Verlag, Stuttgart 2000, ISBN 3-7773-1424-2.
- Bodo Gorgaß, Friedrich W. Ahnefeld: Der Rettungssanitäter. Ausbildung und Fortbildung. Unter Mitarbeit von Toni Graf-Baumann. Mit einem Beitrag über rechtliche Aspekte von Herbert Roth. Springer, Berlin/Heidelberg/New York 1980, ISBN 0-387-08731-1.